# Vương Thần Niệm
Vương Thần Niệm (chữ Hán: 王神念, 451 – 525) là tướng lĩnh nhà Lương thời Nam Bắc triều trong lịch sử Trung Quốc.

## Khởi nghiệp
Nhà họ Vương là thành viên nhánh Ô Hoàn của sĩ tộc họ Vương ở huyện Kỳ quận Thái Nguyên . 
Thần Niệm từ nhỏ ưa thích tư tưởng Nho học, rất am hiểu kinh điển nhà Phật. Thần Niệm lớn lên ở Bắc Ngụy, ban đầu được làm Châu chủ bộ.  

## Sự nghiệp
Năm Cảnh Minh thứ 4 (503) nhà Bắc Ngụy, Thần Niệm là Thống quân dưới quyền Nhâm Thành vương Nguyên Trừng, tham gia tấn công Đông Quan, Đại Hiện, Hoài Lăng, Cửu Sơn của nhà Lương, riêng Thần Niệm chiếm được 2 thành Quan Yếu, Dĩnh Xuyên.  
Tiếp đó Thần Niệm giữ Đông Quan, rồi lui về phía tây Sào Hồ.   Sau đó Thần Niệm được thăng làm Dĩnh Xuyên thái thú.   Năm Thiên Giám thứ 7 (508) nhà Lương, Thần Niệm chiếm quận, quy hàng nhà Lương.  Quân Ngụy đến, Thần Niệm đưa gia thuộc sang miền nam, được phong tước Nam Thành huyện hầu, thực ấp 500 hộ.   Năm sau, Thần Niệm đem quân tấn công Nam Duyện Châu của Bắc Ngụy.  Về với nhà Lương chưa lâu, Thần Niệm được trừ làm An Thành nội sử, rồi trải qua các chức vụ Vũ Dương, Lịch Thành nội sử, đều nổi tiếng nhờ chính tích. Sau đó Thần Niệm được về triều, trừ làm Thái bộc khanh.  
Năm Thiên Giám thứ 15 (516), Thần Niệm được nhận chức Chu y trực các, theo Tả vệ tướng quân Xương Nghĩa Chi cứu viện Trực các tướng quân Triệu Tổ Duyệt ở Hạp Thạch. Thần Niệm tấn công cầu nổi giăng ngang sông Hoài của quân Ngụy, không hạ được. Vì thế viện quân nhà Lương kẹt lại ở Lương Thành, khiến Hạp Thạch thất thủ.  Sau đó Thần Niệm được rời triều đình, ra làm Trì tiết, Đô đốc Thanh, Ký 2 châu chư quân sự, Tín vũ tướng quân, Thanh, Ký 2 châu thứ sử.  

## Hậu sự
Thần Niệm tính cương trực, coi châu quận nào ắt cấm chỉ thờ cúng mê tín. Bấy giờ đông bắc 2 châu Thanh, Từ có núi Thạch Lộc nhìn ra biển, từ trước có miếu thần, trong miếu có kẻ đồng cốt mê hoặc trăm họ, khiến xa gần tìm đến cầu khấn, lãng phí cực nhiều. Khi Thần Niệm đến, bèn hạ lệnh dẹp bỏ, nên phong tục liền đổi.   Năm Phổ Thông thứ 5 (524), quân Lương bắc phạt, Thần Niệm giao chiến với Hà Gian vương Nguyên Sâm và chịu thất bại,  sau đó được trưng về triều làm Hữu vệ tướng quân.  
Năm sau (525), Thần Niệm được thăng làm Sứ trì tiết, Tán kỵ thường thị, Trảo nha tướng quân, vẫn giữ chức Hữu vệ như cũ. Thần Niệm từ nhỏ giỏi cưỡi ngựa bắn cung, đến già cũng không kém đi, từng ở trước mặt Lương Vũ đế, hai tay nắm đao, thuẫn, vừa đổi tay qua lại vừa giục ngựa tới lui, nổi bật giữa đội ngũ.  
Cùng năm, Thần Niệm phát bệnh mà mất, hưởng thọ 75 tuổi. Triều đình giáng chiếu tặng bản quan, Hành Châu thứ sử, kiêm 1 bộ nhạc Cổ xuy, đặt thụy là Tráng.  
Đầu thời Lương Nguyên đế, Thần Niệm được truy tặng Thị trung, Trung thư lệnh, đổi thụy là Trung công. 

## Gia đình
- Cha là Độ chi thượng thư, Quảng Dương hầu Vương Quýnh nhà Bắc Ngụy. Em trai là Vương Thần Cảm, làm quan nhà Bắc Tề. [12]
- Con trai trưởng là Vương Tôn Nghiệp hay Tuân Nghiệp, được làm đến Thái bộc khanh, [3] [2] sau khi mất được tặng chức Tín uy tướng quân, Thanh, Ký 2 châu thứ sử, 1 bộ nhạc Cổ xuy. [3]
- Con trai thứ là Vương Tăng Biện, sử cũ có truyện riêng.
- Con trai thứ 3 là Vương Tăng Trí. Khi Tăng Biện bị hại (555), Tăng Trí đang ở chức Ngô Quận thái thú, giữ thành chống lại Trần Bá Tiên. Bá Tiên sai Ninh viễn tướng quân Bùi Kỵ đi đường tắt bất ngờ kéo đến Ngô Quận, nổi trống tấn công ngay trong đêm. Tăng Trí bèn đi thuyền nhẹ chạy về Ngô Hưng với Đỗ Kham. Năm sau (556), Đỗ Kham bị hại, Tăng Trí cùng em trai Tăng Âm chạy sang Bắc Tề. Cùng năm, quân Tề thất bại ở tây bắc hồ Huyền Vũ, Tăng Trí mập mạp không thể chạy, bị bắt cùng các tướng Tề. Bắc Tề đề nghị cắt đất chuộc người, nhưng Bá Tiên vẫn giết họ. Đáp lại, Bắc Tề giết con tin Trần Đàm Lãng. [13] [3]
- Con trai thứ 4 là Vương Tăng Âm. Ban đầu Vương Tăng Biện lấy Tăng Âm làm Dự Chương thái thú. Sau đó Tăng Âm được làm Tiếu Châu thứ sử, đem quân trấn áp Quảng Châu thứ sử Tiêu Bột. Nghe tin Tăng Biện bị hại, Tăng Âm đưa quân về. Bấy giờ Ngô Châu thứ sử Dương Lượng ở dưới quyền Tăng Âm, bất bình với ông, ngầm triệu Hầu Thiến bắt giữ ông. Tăng Âm lấy đạo nghĩa trách mắng, Thiến bèn đổ tội cho Đông Tấn Châu thứ sử Dương Côn rồi giết đi, thả Tăng Âm về Ngô Hưng. Sau thất bại ở hồ Huyền Vũ, 46 tướng Tề bao gồm anh trai Tăng Trí bị bắt, chỉ có Nhâm Ước và Tăng Âm chạy thoát về Bắc Tề. Không rõ hậu sự của Tăng Âm. [13] [3]